# Вищий комітет цивільного планування на випадок надзвичайних ситуацій
Вищий комітет цивільного планування на випадок надзвичайних ситуацій (англ. Senior Civil Emergency Planning Committee — SCEPC) — вищий консультативно-дорадчий орган з питань планування надзвичайних ситуацій при Північноатлантичній раді Організації Північноатлантичного договору, завданнями якого є: захист цивільного населення, розробка планів щодо поліпшення готовності країн на випадок надзвичайних ситуацій, підготовка суспільства до виникнення кризової ситуації, підтримка військових операцій Альянсу, а також надання рекомендацій країнам-партнерам, які спрямовані на покращання можливостей захисту сучасного суспільства від наслідків надзвичайних ситуацій.
Так, у 2005 році комітет розробив план систематичного використання цивільних ресурсів унаслідок урагану Катріна, який завдав збитків Сполученим Штатам на суму 80 млрд доларів США і призвів до 1836 смертельних випадків.

## Структура
Головний комітет з питань надзвичайного планування надзвичайних ситуацій було створено у 1994 році. Кожна країна-учасниця Північноатлантичного альянсу делегує до комітету по одному представнику. Комітет складається з 9 технічних комітетів, які опікуються такими питаннями, як людська життєдіяльність, питання транспортування (наземне, повітряне, морське), океанічне перевезення вантажів, промислові і медичні питання, а також питання телекомунікацій:
- англ. Civil Aviation Planning Committee (CAPC) — Комітет з планування цивільної авіації[5];
- англ. Civil Protection Committee (CPC) — Комітет з цивільного захисту[5];
- англ. Joint Medical Committee (JMC) — Об'єднаний медичний комітет[5];
- англ. Industrial Planning Committee (IPC) — Комітет з планування промисловості[5];
- англ. Civil Communications Planning Committee (CCPC) — Комітет з планування цивільного зв'язку[5];
- англ. Food and Agriculture Planning Committee (FAPC) — Комітет з питань продовольства[5];
- англ. Petroleum Planning Committee (PPC) — Комітет з питань нафтопродуктів[5];
- англ. Planning Board for Ocean Shipping (PBOS) — Комісія з планування океанських перевезень[5];
- англ. Planning Board for European Inland Surface Transport (PBEIST) — Комісія з планування наземного транспорту[5].

Головним комітетом безпосередньо керує Північноатлантична рада, яка координує і забезпечує управління підкомітетів.
Головою Комітету є Генеральний секретар НАТО, який веде пленарні засідання. Заступниками голови Комітету є помічник Генерального секретаря НАТО з операцій і заступник помічника Генерального секретаря НАТО з питань планування, цивільного планування та навчань.